# Lucjan Böttcher
Pour les articles homonymes, voir Böttcher.
Lucjan Emil Böttcher (1872–1937) est un mathématicien polonais qui a travaillé à Lviv au début du 20e siècle.

## Formation
Böttcher est né le 21 janvier 1872 à Varsovie. Après des études au lycée de Łomża, il entre à l'Université de Varsovie dans la Division de Mathématiques et Physique. Il en est expulsé pour avoir participé à des manifestations patriotiques (anti-Russes) en 1894 et part ensuite à l'Université nationale polytechnique de Lviv d'où il est diplômé en 1897.
Il poursuit à Leipzig, où il travaille sous la direction de Sophus Lie. Sa thèse de doctorat, publiée en 1898, est intitulée Beiträge zu der Theorie der Iterationsrechnung.
Böttcher épouse Maria Wolle en 1900, et ils ont quatre enfants.

## Carrière
Après son doctorat, Böttcher retourne à Lviv pour un poste à l'Université nationale polytechnique de Lviv. En 1911, il a sa licence pour enseigner (venia legendi) et dispense des courss de mécanique théorique et de mathématiques pour ingénieurs. Toutes ses tentatives pour obtenir son habilitation à l'Université de Lviv échouent, ne lui permettant pas de diriger des étudiants durant leurs recherches doctorales.
Böttcher est membre de la Société mathématique de Pologne. Il s'implique, notamment en encourageant l'introduction du calcul différentiel et intégral dans les cursus scolaires, et en rédigeant plusieurs ouvrages. Un exemple est Principles of Elementary Algebra, adapted to the curriculum in the Polish Kingdom (1911), qui fait suite au programme de Meran dont l'objectif est d'enseigner aux étudiants à réfléchir en termes de fonctions.
Böttcher prend sa retraite de l'école polytechnique en 1935. Il meurt à Lviv le 29 mai 1937.

## Travaux
Lucjan Böttcher est un des fondateurs de la dynamique holomorphe. Son nom est attaché au théorème de Böttcher, dans lequel il introduit l'équation de Böttcher. 
Plusieurs de ses travaux seront redécouverts des années plus tard, à la suite des recherches de Pierre Fatou, Gaston Julia et Salvatore Pincherle, ou encore Samuel Lattès avec ses exemples de Lattès.

## Sélection de publications

### Articles
- Beiträge zu der Theorie der Iterationsrechnung, thèse 1898, Oswald Schmidt.
- « Zasady rachunku iteracyjnego (część pierwsza, część druga) », Prace Matematyczno Fizyczne, vol. X,‎ 1899–1900, p. 65-86, 86-101
- « Zasady rachunku iteracyjnego (część III) », Prace Matematyczno Fizyczne, vol. XII,‎ 1901, p. 95-111
- « Zasady rachunku iteracyjnego (część III, dokończenie) », Prace Matematyczno Fizyczne, vol. XIII,‎ 1902, p. 353-371
- « Glavnyshiye zakony skhodimosti iteratsiy i ikh prilozheniya k' analizu », Bulletin de la Societe Physico-Mathematique de Kasan, vol. XIII, no 1,‎ 1903, p. 137
- « Glavnyshiye zakony skhodimosti iteratsiy i ikh prilozheniya k' analizu », Bulletin de la Societe Physico-Mathematique de Kasan, vol. XIV, no 2,‎ 1904, p. 155-200
- « Glavnyshiye zakony skhodimosti iteratsiy i ikh prilozheniya k' analizu », Bulletin de la Societe Physico-Mathematique de Kasan, vol. XIV, no 3,‎ 1904, p. 201-234

### Ouvrages
- Principles of geometry with numerous exercises, Warsaw, M. Arct, 1908
- Principles of Elementary Algebra, adapted to the curriculum in the Polish Kingdom, Warsaw, 1911